# Apodemus peninsulae
Il topo selvatico coreano (Apodemus peninsulae  Thomas, 1906) è un roditore della famiglia dei Muridi diffuso nell'Estremo Oriente.

## Descrizione

### Dimensioni
Roditore di piccole dimensioni, con la lunghezza della testa e del corpo tra 80 e 118 mm, la lunghezza della coda tra 75 e 103 mm, la lunghezza del piede tra 21 e 23 mm e la lunghezza delle orecchie tra 14 e 17 mm.

### Aspetto
Le parti superiori sono bruno-rossicce chiare, con dei riflessi bruno-giallastri lungo i fianchi, mentre le parti ventrali sono bianche, con la base dei peli grigia. Le orecchie sono dello stesso colore del dorso. La coda è lunga quanto la testa ed il corpo, bruno-nerastra sopra, bianca sotto e finemente ricoperta di peli. Le femmine hanno 2 paia di mammelle pettorali e 2 paia addominali.

## Biologia

### Comportamento
È una specie terricola. In estate è attiva dal tramonto e durante la notte, mentre in autunno ed inverno anche di giorno. Si rifugia in tane naturali o costruisce cunicoli lunghi fino a 3,5 metri e profondi 30–40 cm. Le tane hanno diverse camere e 1-2 uscite.

### Alimentazione
Si nutre di radici, granaglie, semi, bacche, noci ed insetti. Ha la tendenza ad immagazzinare noci e ghiande.

### Riproduzione
Si riproduce solitamente allo scioglimento delle nevi. Le femmine partoriscono 5-6 piccoli almeno 3 volte l'anno.

## Distribuzione e habitat
Questa specie è diffusa nella Siberia centrale e orientale, Penisola coreana, Cina, Mongolia e sulle isole di Sachalin e Hokkaidō.
Vive nelle foreste fluviali, miste, nelle steppe, campi erbosi, zone coltivate e boschi alpini fino a 4.000 metri di altitudine. Si trova frequentemente negli edifici.

## Tassonomia
Sono state riconosciute 7 sottospecie:
- A.p.peninsulae : Penisola coreana;
- A.p.giliacus (Thomas, 1907): Isole di Sachalin e Hokkaidō;
- A.p.major (Radde, 1862): Mongolia settentrionale;
- A.p.nigritalus (Hollister, 1913): Kazakistan nord-orientale, Siberia dalla regione di Tomsk e Novosibirsk fino alle sponde orientali del Lago Baikal;
- A.p.praetor (Miller, 1914): Province cinesi dell'Heilongjiang, Jilin, Liaoning, Mongolia interna; Siberia orientale dalla regione di Primorsky a sud fino a Magadan;
- A.p.qinghaiensis (Feng, Zheng & Wu, 1983): Province cinesi del Qinghai, Sichuan, Gansu, Yunnan, Shaanxi, Ningxia e Xizang sud-orientale;
- A.p.sowerbyi (Jones, 1956): Province cinesi dello Shanxi, Hebei, Shandong, Henan, Pechino.

## Conservazione
La IUCN Red List, considerato che questa specie è comune e ampiamente diffusa, classifica A.peninsulae come specie a rischio minimo (Least Concern).